# Roua-Centre
Roua-Centre est une localité du Cameroun située dans la commune de Soulédé-Roua, le département du Mayo-Tsanaga et la Région de l'Extrême-Nord, dans les monts Mandara, à proximité du mont Oupay, à la frontière avec le Nigeria.

## Population
En 1966-1967, Roua comptait 3 577 habitants, des Mafa. À cette date, la localité disposait d'une école publique à cycle complet. Elle accueillait un marché régional hebdomadaire chaque mardi, ainsi qu'un marché d'arachide.
Lors du recensement de 2005, on y a dénombré 3 361 habitants. 

En 2011, le Plan communal de développement (PCD) de la commune de Roua avance le chiffre de 3 700.